# Wulingyuan, Zhangjiajie
Wulingyuan är ett stadsdistrikt i Zhangjiajie i Hunan-provinsen i södra Kina. Det ligger omkring 270 kilometer nordväst om provinshuvudstaden Changsha. 
Världsarvet Wulingyuan är beläget inom  gränserna till stadsdistriktet, som endast är urbaniserat till namnet.